# La folle vita
La folle vita (Une vie démente) è un film del 2020 scritto e diretto da Ann Sirot e Raphaël Balboni, al loro primo lungometraggio.
Il film, una commedia drammatica sul tema delle demenza, ha ottenuto dodici candidature ai premi Magritte 2022, tra cui miglior film e miglior regia, eguagliando il record precedentemente stabilito da Un'estate da giganti (2011).

## Trama
Alex e Noémie, dopo anni passati insieme, desiderano avere un bambino. I loro piani vengono stravolti quando Suzanne, madre di Alex, comincia ad assumere dei comportamenti bizzarri. Si scopre che la donna è affetta di demenza semantica, una malattia neurogenerativa che condiziona radicalmente la vita quotidiana di chi ne soffre. Alex e Noémie si vedono così costretti a badare su Suzanne, ormai divenuta imprevedibile e regredita a comportamenti infantili e immaturi. La cura della giovane coppia nei confronti della donna si rivelerà essere un'insolita scuola di vita sull'essere genitori.

## Distribuzione
La folle vita è stato presentato in anteprima il 2 ottobre 2020 al Festival di Namur, come film d'apertura della 35ª edizione. La pellicola è stata distribuita nelle sale cinematografiche belghe a partire dal successivo 3 ottobre da Imagine Film Distribution.
In Italia, il film è stato pubblicato il 14 gennaio 2022 in video on demand in versione originale sottotitolata, in seguito all'annuncio delle candidature ai premi Magritte di quell'anno. La distribuzione nelle sale italiane è stata successivamente fissata al 29 giugno 2023 da Wanted Cinema.

## Riconoscimenti
- 2021 – Bergamo Film Meeting[4]
  - Rosa camuna d'oro
- 2021 – Galway Film Fleadh[5]
  - Candidatura come miglior film internazionale
- 2022 – Premio Magritte[6]
  - Miglior film
  - Migliore attrice a Jo Deseure
  - Migliore attore a Jean Le Peltier
  - Migliore attore non protagonista a Gilles Remiche
  - Migliore sceneggiatura ad Ann Sirot e Raphaël Balboni
  - Migliore scenografia a Lisa Étienne
  - Migliori costumi a Frédérick Denis
  - Candidatura per la migliore opera prima
  - Candidatura per la miglior regia ad Ann Sirot e Raphaël Balboni
  - Candidatura per la migliore attrice a Lucie Debay
  - Candidatura per il miglior montaggio a Sophie Vercruysse e Raphaël Balboni
  - Candidatura per il miglior sonoro a Bruno Schweisguth, Julien Mizac e Philippe Charbonnel
- 2020 – Festival del cinema di Namur[1]
  - Candidatura come miglior film
- 2020 – Tallinn Black Nights Film Festival
  - Candidatura come migliore opera prima a Ann Sirot e Raphaël Balboni